# Tessa Dökel
Tessa Dökel (* 10. November 2002 in Leese) ist eine deutsche Schauspielerin.
Sie spielte in der 20. und 21. Staffel der Serie Schloss Einstein die Rolle der Luisa Barthélemy. Davor war sie bereits in der Webserie Schloss Webstein in ihrer Rolle als Vloggerin des fiktiven Video-Blogs Luisationell zu sehen.

## Filmografie
- 2016: Schloss Webstein
- 2017–2018: Schloss Einstein